# Иобат
Иобат (др.-греч. Ἰοβάτης) — персонаж греческой мифологии, царь Ликии, связанный с мифами о коринфском герое Беллерофонте.

## В мифологии
Самый ранний из сохранившихся античных текстов, в которых появляется Иобат, — это поэма Гомера «Илиада». В ней, правда, Иобат фигурирует как безымянный царь Ликии, отец Антии — жены царя Тиринфа Прета. Антия сказала мужу, будто коринфский изгнанник Беллерофонт пытался её соблазнить, и Прет отослал этого героя к тестю, а в письме попросил погубить Беллерофонта. Царь Ликии постарался выполнить просьбу зятя: он поручил Беллерофонту убить Химеру, затем сразиться с племенем солимов и с амазонками, но тот с честью прошёл все испытания. Убедившись в храбрости героя, царь выдал за него свою вторую дочь и отдал ему часть своих земель.
Позже этот персонаж появился в трагедии Софокла «Иобат»; в этой пьесе, сохранившейся только фрагментарно, царь Ликии впервые получил имя. Иобат действует также в трагедии Еврипида «Сфенебея», а позже его история попала в античные мифографические сочинения. Как правило, в этих источниках пересказывается гомеровский сюжет, но детали варьируются. Так, младшую дочь Иобата, жену Беллерофонта, Псевдо-Аполлодор называет Филоноей, автор схолиев к Гомеру — Кассандрой, схолиаст Пиндара — Антиклеей, схолиаст Стация — Алкименой. Старшую дочь Иобата называют не Антией, как у Гомера, а Сфенебеей. Согласно Псевдо-Аполлодору, перед смертью Иобат завещал Беллерофонту всё своё царство.